# Yli-Säynäjä
Yli-Säynäjä eller Yli Säynäjäjärvi är en sjö i Finland. Den ligger i kommunen Rovaniemi i landskapet Lappland, i den norra delen av landet, 700 km norr om huvudstaden Helsingfors. Yli-Säynäjä ligger 188 meter över havet. Arean är 47,9 hektar och strandlinjen är 3,51 kilometer lång. Sjön  ingår i Kemi älvs huvudavrinningsområde. 